# Округ Львов Армии крайовой
Округ Львов Армии Крайовой (пол. Okręg Lwów AK) — структурная единица  Службы победы Польши,  Союз вооруженной борьбы, а с 14 февраля 1943 —  Армии Крайовой. Кодовые названия: «Dukat» (Дукат), «Lira» (Лира), «Promień» (Луч).
Комендантом округа был Стефан Червиньський.

## Организация округа
В сентябре 1939 года, накануне капитуляции города, уже началось создание польского подполья. В то время существовало несколько организаций, которые были сторонниками борьбы за независимость. Впоследствии из них были образованы СВБ-1 и СВБ-2, созданные на основе  СПП. Однако НКВД предпринял ряд арестов и эффективно разгромил развитие подпольных структур СВБ и других организаций с похожими целями.
В конце декабря 1942 года Гестапо разгромило командование Львовского округа. В середине марта 1943 года из Лодзи был направлен полковник Людвик Чижевский, который был назначен комендантом.
В конце 1943 года в штабах и боевых подразделениях округа было около 15300 человек. Во время  акции «Буря» отряды АК должны были создать подразделения, которые принадлежали к 5-й львовской пехотной дивизии, дислоцированной до войны в городе.

## Структура округа
- Инспекторат Львов-город
  - Участок Центр
  - Участок Север
  - Участок Юг
  - Участок Восток
  - Участок Запад .  Участки также были городской областью АК
- Инспекторат уезд Львов
- Инспекторат Север, центр:  Каменка-Струмиливська
  - Область Каменка-Струмиливська
  - Область Радехов
  - Область Сокал
- Инспекторат Восток. До 1943 года входил в Округа Тарнополь (кроме области Перемышляны)
  - Область Красное
  - Область Броды
  - Область Перемышляны. В начале 1943 года входил инспекторат Юг
- Инспекторат Юг, центр: Бибрка
  - Область Бибрка
  - Область Семьонивка
  - Область Перемышляны
- Инспекторат Северо-Запад, центр Рава-Русская
  - Область Рава-Русская
  - Область Жовква
  - Область Любачев
- Инспекторат Запад
  - Область Городок Ягеллонский
  - Область Мостиска
  - Область Яворов
  - Область Рудки-Комарно
- Инспекторат Юго-Запад
  - Область Дрогобыч-Борислав. После 15 июля 1944 входят в округ Станислав
  - Область Стрый-Сколе. После июня 1944 известна как Область Стрый
  - Область Самбор
  - Область Турка

### Подразделения
- I — организационный
- II — разведка и контрразведка
  - II / A — разведка
  - II / B — контрразведка
- III — операционный
- IV — поставка, провизия
- VK (VA) — конспиративная связь
- VO (VB) — операционная связь
- VI — бюро информации и пропаганды
- VII — финансовый
- VIII — саперы и кед
- IX — военный